# Tetralogia di Bartimeus
La Tetralogia di Bartimeus (The Bartimaeus Sequence) è una serie di quattro romanzi fantasy scritta dall'inglese Jonathan Stroud, pubblicata dal 2003 al 2010 e ambientata in un universo parallelo in cui la magia è reale e i maghi reggono il governo umano. Le vicende principali si svolgono in una Londra alternativa del XX secolo.

## Ambientazione
La serie è ambientata a Londra alla fine del 1900 o forse all'inizio degli anni 2000 in un universo parallelo in cui persone addestrate possono evocare demoni per eseguire i loro ordini. Nel corso della storia, vari individui e imperi hanno sfruttato queste forze magiche per ottenere un grande potere nel mondo. La nazione più recente a farlo è l’Impero britannico (di cui Londra è la capitale) che ha dominato l’Europa dalla metà del XIX secolo e continua a farlo all’epoca della storia. Il Regno Unito è un’oligarchia magica in cui un’élite dominante di maghi detiene quasi tutto il potere politico, economico e culturale.
I romanzi sono ambientati in una storia alternativa, in cui gli effetti della magia, dei maghi e dei demoni hanno portato a molti cambiamenti, ma con molti paesi, città, eventi e persone della storia reale. In particolare questi cambiamenti si riflettono nel contrasto tra aspetti moderni (come elettricità, computer portatili e automobili) e quelli più antichi (armi dell’era coloniale, compresi i moschetti). I libri incorporano riferimenti a varie mitologie e folklore del mondo, come le Mille e una notte e Omero.

## Elenco dei romanzi
- L'amuleto di Samarcanda (The Amulet of Samarkand, 2003): il millenario jinn Bartimeus viene richiamato dall'Altro Luogo ed evocato a Londra da un ragazzino di dodici anni, Nathaniel. La sua missione è rubare l'Amuleto di Samarcanda a Simon Lovelace, un mago senza scrupoli.
- L'occhio del golem (The Golem's Eye, 2004): Nathaniel viene convocato a risolvere un mistero inquietante, un mostro enorme, circondato di oscurità, getta Londra nel panico e fa strage di cose e persone. Nathaniel evoca Bartimeus, che l'aveva aiutato già tre anni prima, per risolvere il mistero.
- La porta di Tolomeo (Ptolemy's Gate, 2005): John Mandrake, divenuto Ministro dell'Informazione, è al culmine del potere; ma non può contare sull'aiuto di Bartimeus, perché la lunga permanenza sulla Terra lo ha indebolito quasi mortalmente; Mandrake si rifiuta però di lasciarlo andare. Il giovane pagherà cara la sua strategia: qualcuno evoca Bartimeus per coinvolgerlo in un pericoloso piano che vedrà spiriti e umani uniti contro i maghi.
- L'anello di Salomone (The Ring of Solomon, 2010)

## Personaggi
La narrazione si svolge dal punto di vista dei suoi tre protagonisti:
- Il potente spirito (un jinn di quattordicesimo livello ne L'amuleto di Samarcanda, di quarto ne L'occhio del Golem) Bartimeus, che ha più di cinquemila anni. Uno dei suoi primi padroni, Tolomeo, gli concesse tre doni che non ha più dimenticato: l'essere trattato da lui al pari dei maghi; la libertà di muoversi liberamente tra la Terra e l'Altro Luogo (il luogo da cui proviene); e infine l'aver sacrificato gli ultimi istanti della sua vita, prima di morire, per congedarlo e rimandarlo nell'Altro Luogo.
- Il mago John Mandrake (vero nome Nathaniel), impegnato nella sua ascesa da giovane apprendista a membro del governo. Nathaniel, per vendicarsi di una umiliazione subita, evoca lo spirito Bartimeus. Ma, inavvertitamente, Bartimeus apprende il vero nome di Nathaniel e ciò finisce per limitare notevolmente il controllo di quest'ultimo sul demone, che ora può lanciare delle contromagie utilizzando il nome del mago.
- Kitty Jones, una comune (umana priva di poteri), facente parte della Resistenza, un'organizzazione di comuni refrattari alla magia che combatte il governo dei maghi.

## L'Altro Luogo
L'Altro Luogo è un luogo ove vivono gli spiriti. Viene descritto ampiamente nel libro La porta di Tolomeo. È un luogo dove tutto è immateriale e dove gli spiriti sembrano essere un tutt'uno gassoso. Bartimeus torna spesso nell'Altro Luogo poiché è la sua casa e perché se uno spirito si allontana per troppo tempo da esso la sua essenza deperisce e finisce per morire. Sempre nel terzo libro alcuni spiriti si incarnano in degli umani e non possono più tornare nell'Altro Luogo. Tolomeo è il primo visitatore umano dell'Altro Luogo. Dopo aver fatto molti studi sui demoni e sul loro mondo, egli decide di dimostrare la sua amicizia nei confronti di Bartimeus raggiungendolo nell'Altro Luogo: crea così la Porta di Tolomeo, un cerchio magico attraverso il quale il suo spirito viene trasportato nel regno degli spiriti. Purtroppo Tolomeo scopre che viaggiare nell'Altro Luogo è pericoloso per gli umani e che può essere mortale. Bartimeus considera l'atto di Tolomeo una grande dimostrazione di amicizia. Kitty Jones visita l'Altro Luogo nel terzo libro ed è la prima comune ad usare la magia ed a viaggiare verso il mondo dei demoni. Anche Kitty lo fa come segno di amicizia ed anche lei non conosce le conseguenze che comporterà il viaggio (stanchezza fisica, deformazioni corporee).